# Bihpur
Bihpur är en ort i Indien.   Den ligger i distriktet Bhāgalpur och delstaten Bihar, i den östra delen av landet, 1 000 km öster om huvudstaden New Delhi. Bihpur ligger 39 meter över havet och antalet invånare är 100 180.
Terrängen runt Bihpur är mycket platt. Runt Bihpur är det tätbefolkat, med 790 invånare per kvadratkilometer. Närmaste större samhälle är Bhāgalpur, 16,5 km söder om Bihpur. Trakten runt Bihpur består till största delen av jordbruksmark.